# Parque Amazonense
O Parque Amazonense, também conhecido como Prado, foi um estádio de futebol de Manaus, capital do estado do Amazonas. Situava-se na antiga Vila Municipal, atual bairro do Adrianópolis. 

## História
Inaugurado em 13 de julho de 1906 como um hipódromo, que funcionou no local até por volta de 1912, sendo desativado até 1918, quando retornou.  O local foi aberto ao público em 1912, no governo de Constantino Nery. Foi para a prática do turfe que o estádio ganhou seu primeiro lance de arquibancada, e também o busto de um cavalo estampado na sua fachada. A propriedade foi doada ao  Dispensário Maçônico em 1918, quando o local passou a receber também partidas de futebol, sendo a primeira realizada em 19 de Maio deste ano com a partida Combinado Português 0 a 3 Seleção Paraense.
Em 1946 o estádio foi adquirido pela Federação Amazonense de Desportos Atléticos. Em 1960 foi arrendado ao América..

### O acidente de 1967
Em 21 de maio de 1967, o Parque Amazonense presenciou um dos mais tristes momentos do futebol do Amazonas: durante o jogo entre Rio Negro e São Raimundo, vários torcedores ficaram feridos quando as tábuas que serviam como passarela deslizaram, causando uma queda de 3 metros. Segundo os relatos do jornalista Carlos Zamith, em seu acervo, um dos torcedores feridos veio a falecer algum tempo depois em decorrência de complicações.

## Declínio e encerramento das atividades
Logo após o acidente, Artur e Amadeu Teixeira decidiram devolver o estádio aos maçons, que repassaram-no a uma empresa da Zona Franca de Manaus. Seu último jogo oficial foi em 8 de julho de 1973, entre Rio Negro e Rodoviária, terminando com vitória do Galo por 3 a 1. Osmar e Sudaco foram os últimos atletas a balançar as redes do Parque Amazonense, que viria a ser demolido em 1980.
Atualmente, o Parque encontra-se abandonado, mas continua sendo utilizado por equipes amadoras que disputam o Campeonato de Peladas do Amazonas ("Peladão").

## A venda da Propriedade

Transcrição nº 7983 do Livro 3-I do 3º Oficio de Registro de Imóveis de Manaus

O terreno que compreende o local denominado originalmente de "Parque Amazonense" faz parte integrante da outrora denominada "Vila Municipal" que foi adquirida pelo Dispensário Maçônico, nos termos da Carta de Adjudicação de 30 de Novembro de 1929, em processo de Liquidação Judicial contra a Sociedade Sportiva Hipódromo Amazonense, que tramitou na 2ª Vara da Comarca de Manaus, aquisição esta transcrita (registrada) no Cartório do Registro de Imóveis do 1º Oficio da Comarca de Manaus, às fls. 264v/265 do Livro 3-C datada de 30/07/1943, posteriormente várias partes foram transmitidas pelo Dispensário Maçônico, dentre as quais o local denominado "Parque Amazonense", conforme Transcrição (Registro) às fls. 52 do Livro 3-F, sob o nº 16.062 do 1º Ofício de Registro de Imóveis.
Posteriormente, em 26 de Março de 1975, o Dispensário Maçônico, representado pelo Grão-Mestre Manoel Ribeiro Soares, vendeu o Lote do denominado Parque Amazonense, pelo valor de Cr$1.300.000,00 (hum milhão e trezentos mil cruzeiros), em favor de Francisco Osvaldino de Souza Castelo Branco e Manary Vasconcelos Mendes, nos termos da Escritura Pública de Compra e Venda, lavrada nas Notas do 4º Ofício, pelo Tabelião Substituto, Sr. Ruy Barbosa Brasil, no livro 166, fls. 106v, datada de 26 de Março de 1975, devidamente transcrita (registrada) no Cartório do 3º Ofício de Registro de Imóveis da Comarca de Manaus, às fls. 231, do Livro 3-I, em 1º de Abril do mesmo ano.
Anos depois, em 21 de Dezembro de 1982, os Senhores Francisco Osvaldino de Souza Castelo Branco, sua esposa Sra. Deolinda Raimunda Gomes Castelo Branco; Manary Vasconcelos Mendes e sua esposa Helena Garcia Mendes; todos representados por seu procurador, o Sr. Iswar Vasconcelos Mendes; venderam o referido lote, pelo valor total de Cr$ 80.000.000,00 (oitenta milhões de cruzeiros), em favor da Eletro-Ferro Construções S/A, nos termos do Contrato Particular de Compra e Venda, datado de 21 de Dezembro de 1982 conforme consta na Escritura Pública de Compra e Venda, lavrada no 6º Tabelionato de Notas da Comarca de Manaus, às fls. 131, do Livro 45, datada de 31 de Janeiro de 1983, que foi registrada em 12 de Dezembro 1983 sob a Matrícula nº 7237 do 2º Ofício de Registro de Imóveis da Comarca de Manaus.
Em 28 de Dezembro 1983, a proprietária Eletro-Ferro, averbou na matricula 7237, o desmembramento do lote em 03 (três) partes, sendo:
- Área  I - com área de 13.797,38m², matriculado sob o nº 7714;
- Área II - com área de 125,62m², matriculado sob o nº 8542;
- Área III - com área de 2.127,33m², matriculado sob o nº 8543.

Assim, destaca-se a Matricula 7714 referente à Área  I - com área de 13.797,38m², qual a proprietária Eletro-Ferro pretendeu edificar um condomínio sob o a denominação "Condomínio Parque Amazonense" - Edifício São Raimundo, que seria composto por 9 pavimentos, 32 apartamentos residenciais tipo e respectivas vagas de garagem financiáveis e 4 unidades tipo "Duplex" com respectivas vagas de garagem não financiáveis. Apesar da averbação de quitação da hipoteca constituída especificamente para a edificação retro citada, não houve a averbação do respectivo "Habite-se" comprovando que a a edificação teria sido concluído, o que, aparentemente de fato não ocorreu.
Contudo, as Matriculas 7714, 8542 e 8543, que formavam o estádio, todas ainda são de propriedade da Eletro-Ferro, em que constam registros e posteriores cancelamentos de hipotecas e na sequencia averbação de penhoras e indisponibilidades em virtude de processos relacionados a débitos trabalhistas e/ou fiscais/dívida ativa.